# Francesco Maria Grimaldi

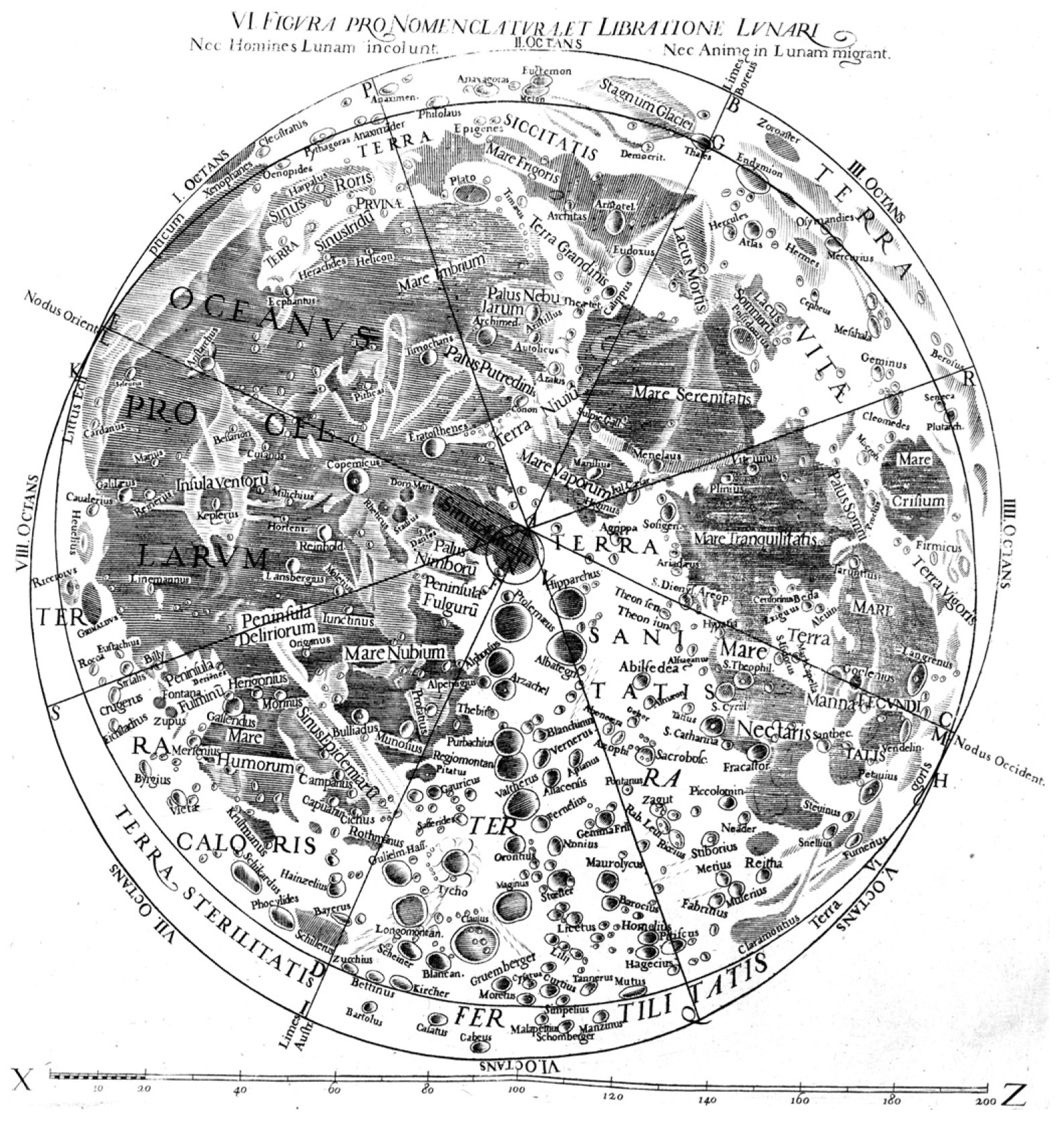
Mapa de la luna de Riccioli, en el que trabajó Grimaldi.

Francesco Maria Grimaldi (Bolonia, 2 de abril de 1618-Ib., 28 de diciembre de 1663) fue un matemático, físico y astrónomo italiano, profesor del colegio universitario jesuita de la Universidad de Bolonia. Fue el primer científico en estudiar la difracción de la luz, y acuñó el nombre que denomina este fenómeno.[cita requerida]

## Semblanza
Grimaldi ingresó en la Compañía de Jesús en 1632 y fue ordenado sacerdote en 1651. Entre 1640 y 1650, trabajó con Giovanni Riccioli, investigando la caída libre de objetos, confirmando los resultados obtenidos anteriormente por Galileo de que la distancia de la caída era proporcional al cuadrado del tiempo empleado.[cita requerida]
En astronomía, construyó y utilizó los instrumentos para medir características geológicas en la Luna, y dibujó un mapa de la luna que fue publicado por Riccioli.[cita requerida]
Fue el primero en realizar observaciones precisas de la difracción de luz (aunque, según algunas referencias, Leonardo da Vinci había observado el fenómeno anteriormente) acuñando el término difracción. Descubrió el fenómeno mediante un sencillo experimento, dejando que penetraran los rayos solares en un cuarto oscuro a través de un pequeño agujero practicado en un cartón, haciendo pasar esta luz a continuación a través de una segunda cartulina perforada (con dimensiones que midió cuidadosamente), y observando que la luz proyectaba una mancha mayor a la esperada si la propagación de la luz fuera rectilínea. Posteriormente, sus resultados se utilizaron para sustentar la teoría ondulatoria de la luz. Con sus datos, Isaac Newton configuró una teoría más amplia sobre el comportamiento de la luz.

## Publicaciones
- Physicomathesis de lumine, coloribus, e iride,  de los annexis del aliisque (publicado 1665)

## Eponimia
- El cráter lunar Grimaldi fue nombrado así en su memoria, al igual que las Rimae Grimaldi, un sistema de cañones cercanos al cráter.[cita requerida]